# 福雷斯頓 (伊利諾伊州)
福雷斯頓（英語：Forreston）是一個位於美國伊利諾伊州奧格爾縣的城市。

## 地理
福雷斯頓的座標為42°07′33″N 89°34′48″W / 42.12583°N 89.58000°W，而該地的平均海拔高度為286米（即938英尺）。

## 人口
根據2010年美國人口普查的數據，福雷斯頓的面積為2.34平方千米，當中陸地面積為2.34平方千米，而水域面積為0.00平方千米。當地共有人口1446人，而人口密度為每平方千米617.95人。